# Andreas Herzog
Andreas Herzog (* 10. září 1968, Vídeň) je bývalý rakouský fotbalista. Nastupoval povětšinou na postu ofenzivního záložníka. Od 1. srpna 2018 byl trenérem fotbalové reprezentace Izraele.
Je rekordmanem v počtu startů za rakouskou reprezentaci. Hrál za ni v letech 1988–2003 a odehrál 103 utkání, v nichž vstřelil 26 branek (z toho jednu na světovém šampionátu). Hrál na mistrovství světa v Itálii roku 1990 a ve Francii roku 1998.
Největších úspěchů však dosáhl na klubové úrovni. S Bayernem Mnichov vyhrál Pohár UEFA 1995/96.
S Rapidem Vídeň se stal dvakrát mistrem Rakouska (1986/87, 1987/88) a získal rakouský pohár (1986/87). S Werderem Brémy má titul německý (1992/93) a dvakrát v jeho dresu vybojoval i německý pohár (1993/94, 1998/99).
Dočkal se i individuálních ocenění, roku 1992 byl v Rakousku vyhlášen fotbalistou roku.
Po skončení hráčské kariéry se stal fotbalovým trenérem, krátce vedl i rakouský národní tým (2005), později trenérem amerického mužstva do 23 let. 1. srpna 2018 byl jmenován trenérem národního mužstva Izraele, u týmu setrval do 24. června 2020.